# Panthenylethylether
Panthenylethylether, genauer (R)-Panthenylethylether, wird sowohl in der Kosmetikindustrie als auch in der Arzneimittelindustrie verwendet. Hierbei handelt es sich um einen Ether aus (R)-Panthenol und Ethanol.
Wenn in diesem Artikel oder in der wissenschaftlichen Literatur Panthenylethylether ohne stereochemisches Präfix erwähnt wird, ist in der Regel (R)-Panthenylethylether gemeint.

## Verwendung

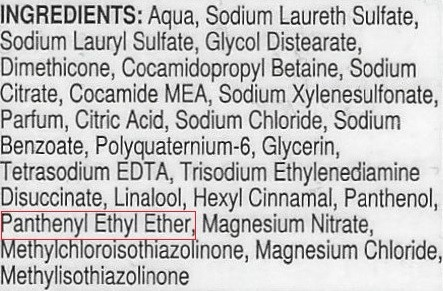
Inhaltsstoffe von Shampoo

2016 waren in der VCRP (Voluntary Cosmetic Registration Program) Daten von der FDA (Food and Drug Administration in den USA) 362 Produkte gelistet, die den Wirkstoff Panthenylethylether beinhalteten. Die maximale verwendete Konzentration für Leave-on-Produkte (Wirkstoffe, die auf der Haut verbleiben, zum Beispiel Bodylotions) betrug 2 % in Foundation.
Panthenylethylether kann zur Behandlung von sekundär infizierten, verunreinigten oder älteren Wunden sowie zur Verhinderung der Bildung von überschüssigem Narbengewebe bei Menschen und Tieren verwendet werden. Es besitzt dieselben Eigenschaften wie das Provitamin B5 (Panthenol), darüber hinaus ist es in der Lage, eine lipophile Suspension zu bilden, in der proteolytische Enzyme integriert werden können. Beispiel von möglichen Enzymen sind Trypsin oder Chymotrypsin.

## Biologische Wirkung
Panthenylethylether wird über die Haut aufgenommen und in Pantothensäure umgewandelt. Im Blut wird (R)-Pantothensäure (Vitamin B5) in Coenzym A umgewandelt. Sollte die Konzentration von Pantothensäure im Blut trotzdem steigen, wird der Stoffwechsel angeregt und die Säure wird über die Nieren ausgeschieden.